# Mesnil-Bruntel
Mesnil-Bruntel là một xã ở tỉnh Somme, vùng Hauts-de-France, Pháp.

## Địa lý
Thị trấn này tọa lạc trên đường D88, khoảng 15 dặm Anh về phía tây tây bắc của Saint Quentin, khoảng 1 dặm Anh so với bờ sông Somme.

## Dân số
| 1962                                                           | 1968 | 1975 | 1982 | 1990 | 1999 |
| -------------------------------------------------------------- | ---- | ---- | ---- | ---- | ---- |
| 238                                                            | 259  | 277  | 326  | 341  | 329  |
| Số liệu điều tra dân số từ năm 1962, dân số không tính hai lần |      |      |      |      |      |